# Lotohaʻapai United
Lotohaʻapai United (dawniej SC Lotohaʻapai) – tongański klub z siedzibą w Veitongo, obecnie grający w Tonga Major League. Jest najbardziej utytułowanym klubem w kraju pod względem liczby mistrzostw kraju - ma na koncie 16 takich tytułów.

## Tytuły
| \| \| Zdobyte trofea w rozgrywkach Tonga (stan na: 16.12.2020) \| |                                                          |      | |
| Rozgrywki                                                         | Osiągnięcie                                              | Razy | Sezon(y)                                                                                             |
| Mistrzostwo                                                       | I miejsce                                                | 16   | 1998, 1999, 2000, 2001, 2002, 2003, 2004, 2005, 2006, 2007, 2008, 2010/11, 2011/12, 2013, 2014, 2018 |
| Mistrzostwo                                                       | II miejsce                                               | 2    | 2009, 2019                                                                                           |
| Mistrzostwo                                                       | III miejsce                                              |      | |
| Tonga                                                             | Zdobyte trofea w rozgrywkach Tonga (stan na: 16.12.2020) |      | |